# 第12步兵旅 (以色列)
第12內蓋夫旅（希伯來語：‎）是以色列国防军的後備部隊，於1948年以色列-阿拉伯戰爭期間組建。此後，該旅間中參與以軍軍事行動，如六日戰爭、以色列—哈瑪斯戰爭。